# Rättsinstitut
Begreppet skall ej förväxlas med rättsinstans eller juridisk institution.
Ett rättsinstitut är något av alla de lagstadgade tillstånd som kan gälla för en fysisk eller juridisk person, eller förhållandet mellan dem, inklusive rättigheter och plikter.
Exempel på rättsinstitut är äktenskap, avtal, kulturreservat och samäganderätt till fast egendom.